# 芳村思風
芳村 思風（よしむら しふう、1942年 - ）は、日本の哲学者。思風庵哲学研究所所長

## 略歴
奈良県御所市出身。学習院大学文学部哲学科を卒業。28歳の時、学習院大学大学院博士課程を中退して「思風庵哲学研究所」を設立する。感性論哲学という感性が生命や人間の本質であり、宇宙の究極的実在であるとする哲学を体系化させた人物と言われている。
現在、全国で20数カ所、感性論哲学を学ぶ「思風塾」が、開催されている。

## 著書
- 『新しい思想　感性論哲学の世界』 思風庵哲学研究所刊
- 『感性の時代　東洋の逆襲』 思風庵哲学研究所刊
- 『人間の格』致知出版社
- 『人間観の覚醒』 致知出版社
- 『人間の境涯』致知出版社
- 『いま、感性は力』（共著：行徳哲男）致知出版社
- 『いまこそ、感性は力』（共著：行徳哲男）致知出版社
- 『21世紀　日本の使命』 致知出版社
- 『サムシンググレートは語る』 致知出版社
- 『この哲学から日本の復活がはじまる』（共著：鈴木繁伸）㈱マネージメントブレイン